# Relações entre China e Irã

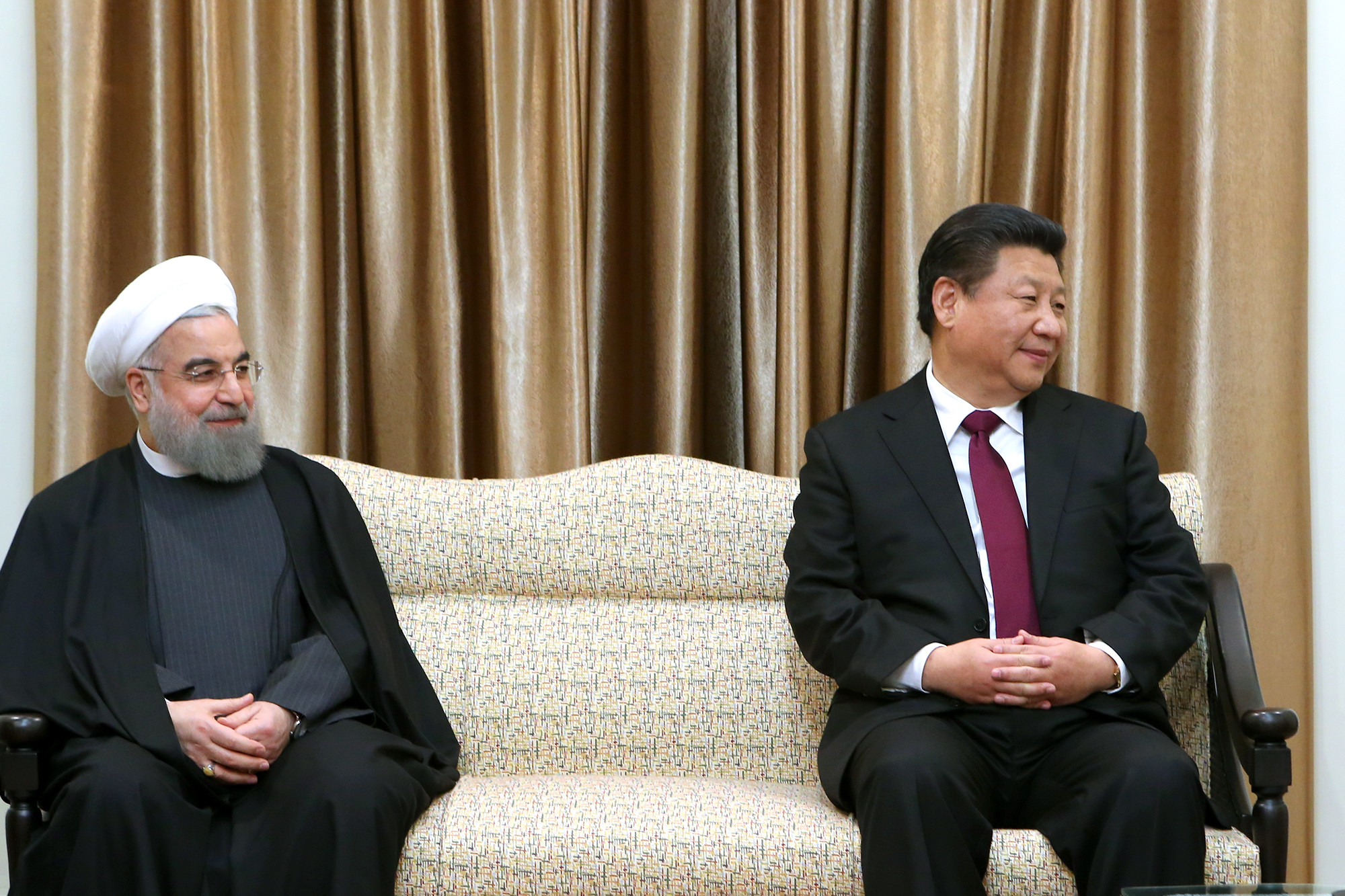
Hassan Rohani e Xi Jinping.

As relações entre China e Irão (português europeu) ou Irã (português brasileiro) são as relações diplomáticas estabelecidas entre a República Popular da China e a República Islâmica do Irã.
Como grandes potências no passado, tanto a China quanto o Irã foram reduzidos a estados semicoloniais no início do século XX. Enquanto o Irã foi efetivamente dividido em "zonas de influência" pela Rússia e pela Grã-Bretanha no século XIX, a China experimentou uma série de dolorosas derrotas militares pelas potências ocidentais. O regime comunista chinês, estabelecido pela revolução em 1949, esteve sob uma variedade de sanções internacionais lideradas pelos Estados Unidos durante grande parte de sua existência.
Desde que as relações diplomáticas entre a China e o Irã foram estabelecidas, em 1971, os dois países desenvolveram complexas relações políticas, econômicas e militares. Até ao momento a China tem sido relutante em apoiar significativas sanções contra o Irã, em grande parte devido à parceria ampla e profunda que os dois países têm desenvolvido ao longo das últimas três décadas.
A colaboração entre Pequim e Teerã concentra-se nas necessidades energéticas da China e nos abundantes recursos do Irã, mas também inclui significativos laços econômicos não energéticos, vendas de armas e cooperação em defesa e no equilíbrio geoestratégico contra os Estados Unidos.
Para o regime iraniano, nenhum país no mundo é tão importante para garantir a sua sobrevivência e ajudar a isolá-lo da pressão internacional como a República Popular da China. Apesar de sua tentativa de independência do controle estrangeiro, o Irã se tornou fortemente dependente da China, de forma econômica, diplomática e, até certo ponto, militar. Do ponto de vista de Pequim, o Irã serve como um importante parceiro estratégico e ponto de alavancagem contra os Estados Unidos. O Irã possui vastas reservas de petróleo e gás natural que poderiam ajudar a alimentar o desenvolvimento da China, e o Irã também é um mercado crescente para produtos chineses.